# That's the Way Love Goes
That's the Way Love Goes è un brano della cantautrice statunitense Janet Jackson estratto nel 1993 come primo singolo del suo quinto album di inediti, janet..
Il singolo è uno dei più grandi successi di Janet Jackson negli Stati Uniti e uno dei successi più longevi del 1993, rimanendo in testa alla Billboard Hot 100 per otto settimane ed è il numero uno più longevo di tutti i membri della famiglia Jackson sulla Hot 100. Arrivò anche in cima alla Hot 100 Airplay per dieci settimane, oltre a passare diverse settimane al numero uno in molte altre classifiche di Billboard. La canzone è diventata il primo e unico singolo nella storia a debuttare al numero uno della classifica Hot R&B/Hip-Hop Airplay. A livello internazionale, il singolo si è classificato al primo posto in Canada, Australia, Nuova Zelanda, Ungheria, Sudafrica, Giappone e nella classifica Eurochart Hot 100 Singles. È inoltre il diciassettesimo successo più grande degli anni '90 e il singolo più venduto da un'artista femminile in Sudafrica. Ha venduto oltre tre milioni di copie in tutto il mondo.
Il singolo fece vincere alla cantante un Grammy Award alla cerimonia del 1994 come "Miglior canzone R&B".

## Descrizione
La canzone fu scritta e prodotta dalla Jackson stessa e dal suo storico duo di collaboratori, i produttori Jimmy Jam e Terry Lewis. Per la prima volta l'artista affrontava temi più scottanti, come quello della lussuria romantica, che venne considerato un contrasto sconvolgente dai critici rispetto alle sue precedenti uscite discografiche.
Il pezzo contiene un campionamento delle canzoni Papa Don't Take No Mess di James Brown del 1974 e Impeach the President degli Honey Drippers del 1973.
Dalla sua pubblicazione in poi, la cantante lo ha inserito nella scaletta di quasi tutte le sue tournée.

## Video musicale
Nel video della canzone, girato da René Elizondo Jr., allora compagno della cantante, la Jackson appare mentre canta all'interno di un appartamento stile loft circondata da alcuni suoi amici e ballerini, tra i quali compare un'allora sconosciuta Jennifer Lopez. Il video si apre con la Jackson che si rifiuta inizialmente di far ascoltare la sua nuova canzone ai suoi amici ma, a causa della loro insistenza, infine cede e dà la musicassetta che ha in mano ad una ragazza che la inserisce in un grande impianto stereo e la fa partire, dando così anche inizio alla performance della cantante.
Il videoclip venne nominato agli MTV Video Music Awards del 1993 come "Miglior video dance", "Miglior coreografia" e "Miglior video femminile".

## Classifiche
| Posizione | 14 | 2 | 1 | 1 | 1 | 1 | 1 | 1 | 1 | 1 | 2 | 4 | 4 | 6 | 8 | 15 | 21 | 26 | 31 | 35 | 41 | 42 | 47 |

### Classifiche settimanali
| Classifica (1993)              | Posizione massima |
| ------------------------------ | ----------------- |
| Australia                      | 1                 |
| Austria                        | 16                |
| Canada                         | 1                 |
| Europa                         | 8                 |
| Francia                        | 15                |
| Germania                       | 9                 |
| Giappone                       | 1                 |
| Irlanda                        | 8                 |
| Nuova Zelanda                  | 1                 |
| Paesi Bassi                    | 5                 |
| Regno Unito                    | 2                 |
| Billboard (USA)                | 1                 |
| Dance (USA)                    | 1                 |
| Rhythm and blues/hip hop (USA) | 1                 |
| Pop (USA)                      | 1                 |
| Sudafrica                      | 1                 |
| Svezia                         | 7                 |
| Svizzera                       | 11                |

### Classifiche annuali
| Paese (1993) | Posizione raggiunta |
| ------------ | ------------------- |
| Australia    | 17                  |
| Canada       | 3                   |
| Paesi Bassi  | 42                  |
| Svizzera     | 32                  |
| Stati Uniti  | 4                   |

### Classifiche decennali
| Paese (1990-1999) | Posizione raggiunta |
| ----------------- | ------------------- |
| Stati Uniti       | 17                  |